# (a,b)-Springer
|   | a | b | c | d | e | f | g | h |   |
| 8 |   |   |   |   |   |   |   |   | 8 |
| 7 |   |   |   |   |   |   |   |   | 7 |
| 6 |   |   |   |   |   |   |   |   | 6 |
| 5 |   |   |   |   |   |   |   |   | 5 |
| 4 |   |   |   |   |   |   |   |   | 4 |
| 3 |   |   |   |   |   |   |   |   | 3 |
| 2 |   |   |   |   |   |   |   |   | 2 |
| 1 |   |   |   |   |   |   |   |   | 1 |
|   | a | b | c | d | e | f | g | h |   |

(1,1)-Züge des Fers links oben,
 (1,2)-Züge des Springers rechts unten.
Ein (a,b)-Springer, auch (a,b)-Figur genannt, wobei a und b natürliche Zahlen sind, ist eine Spielfigur, die auf einem zweidimensionalen Spielbrett mit quadratischem Raster zu einem Zielfeld zieht, das a Felder in der einen und b Felder in der anderen Koordinatenrichtung vom Ausgangsfeld entfernt ist. Der Begriff ist vor allem im Märchenschach und in der Schachmathematik von Bedeutung. Im Englischen wird solch eine Figur Leaper genannt.
Das Zielfeld kann leer oder von einer gegnerischen Figur besetzt sein, welche dann geschlagen wird. Ob übersprungene Zwischenfelder besetzt sind, spielt keine Rolle. Die Zugmöglichkeiten eines (a,b)-Springers sind dreh- und spiegelsymmetrisch, wie es für Schachfiguren mit Ausnahme der Bauern generell üblich ist. Beispielsweise kann ein (0,1)- bzw. (1,0)-Springer ein Feld nach vorne, eins nach hinten, eins nach links oder eins nach rechts ziehen.
Ein (a,b)-Springer auf einem freien Schachbrett, der weit genug vom Rand entfernt steht, beherrscht stets acht Felder, wenn a und b verschieden und ungleich Null sind. Ist {\displaystyle a=b\neq 0}, so beherrscht die Figur vier Felder, ebenso wie eine (a,0)-Figur mit {\displaystyle a\neq 0}. Es kann auch {\displaystyle a=b=0} sein, diese Figur wird Zero genannt und kann einen Nullzug ausführen.
(a,b)-Springer werden in der Schachmathematik untersucht. Die gängigste Frage ist, ob über ein gegebenes rechteckiges Brett ein Analogon zur Springerwanderung möglich ist, wobei die Figur jedes Feld genau einmal erreicht.

## Beispiele für (a,b)-Springer

### Modernes Schach
Die einzige (a,b)-Springer im modernen Schach ist der Springer – er ist die (1,2)-Figur. Der König ist eine Vereinigung von (1,0)- und (1,1)-Figur. Turm und Läufer sind sogenannte Reiter.

### Historisches Schach
Im ursprünglichen persisch-arabischen Schach gab es zwei weitere (a,b)-Figuren:
- Fers: (1,1)-Springer
- Alfil: (2,2)-Springer

Für einen (a,b)-Springer sind Figuren auf anderen als dem Zielfeld unwesentlich, und somit kann der Alfil Figuren, die (1,1) von ihm entfernt stehen, überspringen – im Gegensatz zum modernen Läufer, der als (1,1)-Reiter keine Figur entlang seiner Zugdiagonalen überspringen kann.

### Märchenschach
In Märchenschach kommen weitere (a,b)-Figuren zum Einsatz, etwa:
- Wesir: (0,1)-Springer
- Dabbaba: (0,2)-Springer
- Dromedar: (0,3)-Springer
- Kamel: (1,3)-Springer
- Zebra: (2,3)-Springer
- Gecko: (3,3)-Springer
- Giraffe: (1,4)-Springer
- Hase (engl. Lancer): (2,4)-Springer
- Antilope: (3,4)-Springer
- Ibis: (1,5)-Springer
- Korsar: (2,5)-Springer
- Flamingo: (1,6)-Springer

Wesir, Dabbaba, Kamel, Zebra und Giraffe kommen auch in historischen Schachvarianten vor.
Eine ganze Reihe von Vereinigungen aus (a,b)-Springern haben ebenfalls eigene Namen erhalten, z. B. das Gnu, das eine Vereinigung aus Springer und Kamel ist.

#### Wurzel-n-Springer
In der Schachmathematik sind kombinierte (a,b)-Springer, deren Sprünge dieselbe Länge haben, besonders beliebt. Man nennt sie Wurzel-n-Springer, wobei n das Quadrat ihrer Zuglänge ist. Die einfachste solche Figur ist der Wurzel-25-Springer (oder auch einfach 5-Springer), eine Kombination aus (3,4)-Springer und (0,5)-Springer. Weitere Beispiele sind
- Wurzel-50-Springer: (5,5)- und (1,7)-Springer
- Wurzel-65-Springer: (4,7)- und (1,8)-Springer

#### Amphibien
Als Amphibium bezeichnet man die Kombination von zwei Springern, die jeweils für sich allein nicht alle Felder des Bretts erreichen können, während ihre Kombinationsfigur mehr Felder erreichen kann als jede von ihnen allein. Ein Beispiel ist der Frosch, die Kombination aus (1,1)- und (3,0)-Springer.

### Andere Spiele
- In Stratego sind die meisten Spielsteine (1,0)-Figuren.
- In Xiangqi zieht der Leibwächter wie ein Fers, er ist also ein (1,1)-Springer. Der Feldherr ist ein (1,0)-Springer oder Wesir. Hingegen sind Pferd (analog zum Springer) und Elefant (analog zum Alfil) keine Springer in diesem Sinn, denn sie können im Weg stehende Figuren nicht überspringen.

Das Konzept kann auf eine andere Zahl von Dimensionen verallgemeinert werden. In Spielen, die auf einem n-dimensionalen orthogonalen Gitter basieren (mit {\displaystyle n\geq 1}), wird ein Springer durch ein n-Tupel von natürlichen Zahlen bezeichnet. In dreidimensionalen Schachvarianten gibt es entsprechend (a,b,c)-Springer, da die Bewegung in drei Koordinatenrichtungen anzugeben ist.